# Staterina
La staterina (STATH) è un fosfopeptide la cui molecola è composta 43 amminoacidi ed è ad alto contenuto di tirosina. Essa inibisce la formazione di cristalli di fosfato di calcio e quindi la loro precipitazione nella saliva.